# Tycomarptes praetermissa
Tycomarptes praetermissa är en fjärilsart som beskrevs av Walker 1857. Tycomarptes praetermissa ingår i släktet Tycomarptes och familjen nattflyn. Inga underarter finns listade i Catalogue of Life.